# John Raphael Bocco
John Raphael Bocco (ur. 5 sierpnia 1989 w Dar es Salaam) – tanzański piłkarz występujący na pozycji napastnika. Zawodnik klubu Simba SC.

## Kariera klubowa
Bocco karierę rozpoczął w 2008 roku w zespole Azam FC. W 2014 roku zdobył z nim mistrzostwo Tanzanii, a w 2015 roku wygrał Klubowy Puchar CECAFA. W 2017 przeszedł do Simba SC. W sezonach 2017/2018, 2018/2019, 2019/2020 i 2020/2021 wywalczył z nim cztery mistrzostwa Tanzanii, w sezonie 2019/2020 zdobył też Puchar Tanzanii.

## Kariera reprezentacyjna
W reprezentacji Tanzanii Bocco zadebiutował 12 sierpnia 2009 roku w wygranym 2:1 towarzyskim meczu z Rwandą. W 2019 roku był w kadrze na Puchar Narodów Afryki 2019.